# Selenicereus
Selenicereus er en planteslægt af kaktusser, der indeholder følgende arter:
| Arter |

- Nattens dronning (Selenicereus grandiflorus)
- Selenicereus anthonyanus
- Selenicereus chrysocardium
- Selenicereus costaricensis (Spisefrugt: Rød dragefrugt)
- Selenicereus inermis
- Selenicereus megalanthus (Spisefrugt: Gul dragefrugt)
- Selenicereus rubineus
- Selenicereus tricae
- Selenicereus undatus (Spisefrugt: Hvid dragefrugt)
- Selenicereus wittii